# Nectopsyche maculipennis
Nectopsyche maculipennis is een schietmot uit de
familie Leptoceridae. De soort komt voor in het Neotropisch gebied.